# Betulodes morenoi
Betulodes morenoi là một loài bướm đêm trong họ Geometridae.